# Hrabia Kaczula
Hrabia Kaczula (ang. Count Duckula) – brytyjski serial animowany z tytułowym hrabią Kaczulą w roli głównej. Główny bohater jest wyjątkiem wśród wampirów – jest wegetarianinem niegustującym w krwi ludzkiej. Towarzyszą mu wierny sługa Igor i ciapowata Niania. Zamek Kaczuli potrafi przemieszczać się z rodzinnej Transylwanii w dowolne miejsce czasoprzestrzeni.

## Obsada (głosy)
- David Jason jako hrabia Kaczula
- Jack May jako Igor
- Brian Trueman Jako Niania
- Jimmy Hibbert jako dr Von Goosewing; Sviatoslav
- Barry Clayton jako narrator

## Emisja w Polsce
Serial pokazywany był kilkakrotnie w polskiej telewizji. W 1993 roku TVP1 wyemitowała jego pierwsze 21 odcinków w wersji lektorskiej, którą później zdjęto z ramówki w związku z negatywnym wynikiem oglądalności. Tytuł wersji z lektorem brzmiał Książę Duckula. Przez 15 miesięcy trwały prace nad wersją dubbingowaną 44 pozostałych odcinków tego serialu, którą przygotował Eurocom. Serial z dubbingiem był emitowany od 5 października 1994 roku na kanale TVP2, a później w Regionalnej Trójce (1998). Serial powtarzała też TV Polonia.
W marcu 2006 r. Hrabia Kaczula w wersji oryginalnej pojawił się w ramówce kanału Boomerang, gdzie z dniem 1 lutego 2008 r. została dodana polska ścieżka dźwiękowa przygotowana przez Sun Studio Polska. Serial został zdjęty z ramówki w październiku 2009 r.

## Spis odcinków
| Nr             | Polski tytuł (TVP2) | Polski tytuł (Boomerang) | Angielski tytuł |
| -------------- | --- | --- | --- |
|                | | | |
| SERIA PIERWSZA | | | |
|                | | | |
| 01             | W cieniu piramid | Saksofon piramidalny | No Sax Please, We're Egyptian                                                                                                 |
|                | | | |
| 02             | Wakacje wampira | Wampirystyczne wakacje | Vampire Vacation |
|                | | | |
| 03             | W burzliwą noc | Burzliwa noc | One Stormy Night |
|                | | | |
| 04             | brak tytułu | Wszędzie dobrze, ale w domu najlepiej                                                                                         | Transylvanian Homesick Blues                                                                                                  |
|                | | | |
| 05             | brak tytułu | Remont | Restoration Comedy |
|                | | | |
| 06             | Bunt pingwinów | Buntownicze pingwiny | The Mutinous Penguins |
|                | | | |
| 07             | | Promień niewidzialności | Dr. Von Goosewing’s Invisible Ray                                                                                             |
|                | | | |
| 08             | | Co kryje podzamcze? | Down Under Duckula |
|                | | | |
| 09             | | Za mgłą | All in a Fog |
|                | | | |
| 10             | Zamek Kaczuli: Otwarty                                                                                                 | Dzień otwarty | Castle Duckula: Open to the Public                                                                                            |
|                | | | |
| 11             | | Duch McZamku McKaczuli | The Ghost of McCastle McDuckula                                                                                               |
|                | | | |
| 12             | | Pracowity dzień Igora | Igor’s Busy Day |
|                | | | |
| 13             | | Auto-Kaczor | Autoduck |
|                | | | |
| 14             | Wampir kontratakuje | Wampir kontratakuje | The Vampire Strikes Back |
|                | | | |
| 15             | Mroczny hotel | Upiorny hotel | Hardluck Hotel |
|                | | | |
| 16             | | Dzwonnik z Notre Dame | The Hunchbudgie of Notre Dame                                                                                                 |
|                | | | |
| 17             | Drogi pamiętniczku | Drogi pamiętniku | Dear Diary |
|                | | | |
| 18             | | Wynajmę lokaja | Rent a Butler |
|                | | | |
| 19             | | Dżunglo-Kaczor | Jungle Duck |
|                | | | |
| 20             | | Ruchomy zamek | Mobile Home |
|                | | | |
| 21             | | Upiór z opery | A Fright at the Opera |
|                | | | |
| 22             | Dr Goosewing i Hrabia Kaczula                                                                                          | Dr Von Gąsiorowski i Mr. Kacz                                                                                                 | Dr Goosewing and Mr Duck |
|                | | | |
| 23             | Ratusz pełen zgrozy | Horror w ratuszu | Town Hall Terrors |
|                | | | |
| 24             | Ale cyrk! | Na arenie | Sawdust Ring |
|                | | | |
| 25             | Kaczka z brokułami | Brokułem do nieba | Duck and the Broccoli Stalk                                                                                                   |
|                | | | |
| 26             | Zjazd rodzinny | Zjazd rodzinny | A Family Reunion |
|                | | | |
| SERIA DRUGA    | | | |
|                | | | |
| 27             | Złudne złoto | Upiorne złoto | Ghostly Gold |
|                | | | |
| 28             | Porwanie | Porwany | Ducknapped |
|                | | | |
| 29             | Zaginiona dolina | Zagubiona dolina | The Lost Valley |
|                | | | |
| 30             | Niewiarygodnie mała kaczka                                                                                             | Niesamowita kurcząca się kaczka                                                                                               | Incredible Shrinking Duck |
|                | | | |
| 31             | | Porwanie | Hi-Duck |
|                | | | |
| 32             | Cena sławy | Kaczka telewizyjna | Prime-Time Duck |
|                | | | |
| 33             | brak tytułu | Krwiożercze amazońskie nietoperze owocowe                                                                                     | Bloodsucking Fruit Bats of the Lower Amazon                                                                                   |
|                | | | |
| 34             | Hrabia i biedak (Nie myślę dłużej tyrać na tej farmie!)                                                                | Kaczula i żebrak (Nie chcę pracować na farmie!)                                                                               | The Count and the Pauper (I Don’t Wanna Work on Maggots Farm No More!)                                                        |
|                | | | |
| 35             | Za kręgiem polarnym | Kręgi polarne | Arctic Circles |
|                | | | |
| 36             | W chińskim sosie | Transylwania na wynos | Transylvanian Take-Away |
|                | | | |
| 37             | Kto to zrobił? | Kto za tym stoi? | Whodunnit? |
|                | | | |
| 38             | Tu jest Yeti | Jakom dziękujemy. Jesteśmy z tybetu                                                                                           | No Yaks Please, Were Tibetan                                                                                                  |
|                | | | |
| 39             | Kaczula w kawalerii | Kaczula legionistą | Beau Duckula |
|                | | | |
| 40             | Kaczor w Missisipi | Missisipi blues | Mississippi Duck |
|                | | | |
| 41             | Kłopoty z pamięcią | Kaczka z amnezją | Amnesiac Duck |
|                | | | |
| 42             | Muzeum Figur Woskowych                                                                                                 | Tajemnice Muzeum Figur Woskowych                                                                                              | Mysteries of the Wax Museum                                                                                                   |
|                | | | |
| 43             | Wracająca do życia przeklęta Mumia z tajnego grobowca trafia na Frankenkaczora, Wilkołaka i Międzygalaktyczną Kapustę! | Nawrót klątwy tajemniczego grobowca Mumii w połączeniu z potworem Frankenkaczuli, Wilkołakiem oraz Międzygalaktyczną Kapustą! | Return of the Curse of the Secret of the Mummy’s Tomb Meets Frankeduckulas Monster and the Wolfman and the Intergalactic Cabb |
|                | | | |
| 44             | | Zagubione królestwo Atlantydy                                                                                                 | The Lost City of Atlantis |
|                | | | |
| 45             | Pechowa kaczka | Pechowa trzynastka | Bad Luck Duck |
|                | | | |
| SERIA TRZECIA  | | | |
|                | | | |
| 46             | | Dziutektyw | Private Beak |
|                | | | |
| 47             | Astro-Kaczor | Astro-Kaczka | Astro Duck |
|                | | | |
| 48             | | Zamek na sprzedać | Unreal Estate |
|                | | | |
| 49             | Kaczula w Bombaju (1001 Transylwańskich Nocy)                                                                          | Kaczula w Bombaju (1000 Transylwańskich baśni i jednej nocy)                                                                  | Bombay Duck |
|                | | | |
| 50             | | Naszym ogorocie mieszkają Wilkołaki                                                                                           | There are Werewolves at the Bottom of My Garden                                                                               |
|                | | | |
| 51             | Ahoj! | Kacza żeglówa | Duck Ahoy |
|                | | | |
| 52             | Wielki Detektyw | Wielki Detektyw | The Great Ducktective |
|                | | | |
| 53             | Zastępca Szeryfa | Zabójczy Kaczor | Dead Eye Duck |
|                | | | |
| 54             | Przedstawienie musi trwać                                                                                              | Przedstawienie musi trwać | The Show Must Go On |
|                | | | |
| 55             | | Intergalaktyczna Gwiazdka | A Christmas Quacker |
|                | | | |
| 56             | Oto jest Historia! | Niezręczna historia | The Rest is History |
|                | | | |
| 57             | Tajny Agent | Tajna kaczka | O.O. Duck |
|                | | | |
| 58             | Niebezpieczny Rejs | Tajemnicy rejs | Mystery Cruise |
|                | | | |
| SERIA CZWARTA  | | | |
|                | | | |
| 59             | Szalony Wyścig Dookoła Świata                                                                                          | Zwariowany Wyścig Dookoła Świata                                                                                              | Around the World in a Total Daze                                                                                              |
|                | | | |
| 60             | Tydzień Transylwański                                                                                                  | Kaczka na Manhattanie | Manhattan Duck |
|                | | | |
| 61             | Kombinacja Alpejska | Wyprawa w Alpy | Alps-A-Daisy |
|                | | | |
| 62             | Książę Kaczula | Książę Kaczula | Prince Duckula |
|                | | | |
| 63             | Lżejsze od Kaczki | Klejnot Kaczuli | Venice a Duck Not a Duck |
|                | | | |
| 64             | | Kacza Policja | A Mountie Always Gets His Duck                                                                                                |
|                | | | |
| 65             | Martwi | Zombie znowu wstaje | The Zombie Awakes |
|                | | | |